# Ludwig - L'Imaginaire - Le Bateau ivre
Albums de Léo Ferré
La Violence et l'Ennui
(1980) L'Opéra du pauvre
(1983)
Ludwig - L'Imaginaire - Le Bateau ivre est un triple album de Léo Ferré sorti en 1982.

## Genèse
Voici ce qu'en dit Alain Raemackers en préface de l'édition CD de l'album :

« Publié au printemps 1982 par R.C.A. sous la forme d’un triple 33 tours, cet album est le reflet le plus fidèle de la diversité et de l’abondance des œuvres de Léo Ferré nées de sa fièvre créatrice entre 1974 et 1986. Des interdits contractuels l’ont conduit à abandonner la réalisation de plusieurs projets d’albums entre 1974 et 1976. Ceux qui vont se succéder à partir de septembre 1976 (Je te donne, La Frime, Il est six heures ici et midi à New York, La violence et l’ennui) auraient tous pu proposer deux fois plus de titres qu’ils n’en contiennent. À l’époque où Léo Ferré organise le programme du présent album, il dispose d’une bonne soixantaine d’œuvres inédites. Il se justifiera ainsi : « Plutôt qu’un triple album peut-être aurais-je pu faire un double avec moins de titres, mais j’avais un certain nombre de choses qui étaient prêtes et que je voulais sortir de cette chemise où je les garde... ». Cet album répond donc à l’urgence de voir enfin se réaliser des projets conçus de longue date. (...) »

### Autour de l'album
Enregistré, du 4 au 18 décembre 1981, au studio Regson Zanibelli à Milan, ce nouvel opus de Léo Ferré sort dans un premier temps en triple album, pour être ensuite séparé, au grand dam de Ferré[réf. nécessaire], en trois 33 tours distincts. L'édition CD de 2003 restitue le contenu original, réparti cette fois sur un double album.

## Caractéristiques artistiques
« (...) Léo Ferré a organisé ce « triptyque » avec une extrême minutie. Chacun des trois disques représentait un volet de ses partis pris esthétiques. Autour de Ludwig, ce nouvel hommage à Beethoven, ce sont les cordes qui sont à la fête, celles de l’orchestre mais aussi celle d’une guitare fraternelle ou d’une harpe complice. L’imaginaire consacre les percussions, leurs rythmes et leurs pulsations obsédantes. Enfin, le « Bateau ivre », sur une musique écrite en 1971, charrie dans son sillage des titres où la puissance et l’expressivité de la voix n’ont peut-être jamais été aussi prégnantes. Cet album est souvent considéré comme un des sommets de la discographie ferréenne. »

(Cf. Préface d'Alain Raemackers sur la version CD de l'album).

## Titres
Textes et musiques sont de Léo Ferré, sauf indication contraire.
| 1. | Ludwig (musique : ouverture d'Egmont opus 84, de Ludwig van Beethoven) | 9:24 |
| 2. | Ta source                                                              | 3:02 |
| 3. | La Marge                                                               | 3:57 |
| 4. | Un jean's ou deux... aujourd'hui !                                     | 2:36 |

| 5. | La Voyeuse visiteuse | 1:59 |
| 6. | Christie             | 8:35 |
| 7. | Je t'aime            | 7:11 |

| 8. | L'Imaginaire | 19:21 |

| 9.  | Les Ascenseurs camarades | 6:31 |
| 10. | En faisant l'amour       | 4:34 |
| 11. | La Vendetta              | 6:03 |

| 12. | Le Bateau ivre (texte : Arthur Rimbaud) | 13:18 |
| 13. | De toutes les couleurs                  | 5:27  |

| 14. | L'amour meurt | 13:08 |
| 15. | La Sorgue     | 5:13  |

## Musiciens
- Orchestre symphonique et percussions de Milan
- Piano : Léo Ferré
- Guitare : Toti Soler
- Voix : Taffy

## Production
- Orchestrations et direction musicale : Léo Ferré
- Prise de son : Paolo Bocchi
- Production : Léo Ferré
- Crédits visuels (pochette originale) : Hubert Grooteclaes, Gabriel Terbots